# سامری‌ها
سامری‌ها‏ (عبری: שומרונים‎ شومرُنیم، عربی: السامریون) اقلیتی قومی-دینی از مردم شام هستند که ریشه‌شان به ساکنان کهن سامی (سامی) این منطقه می‌رسد. از لحاظ مذهبی سامریان پیروان سامری گرایی یا فرقه سامری هستند، یکی از ادیان ابراهیمی که نزدیکی زیادی با یهودیت دارد و برپایه آموزه‌های تورات سامری بنا شده، ایشان باور دارند که پیروان آیین راستین بنی اسرائیل، پیش از تبعید به بابل هستند که توسط مردمی که در سرزمین اسرائیل مانده‌اند محفوظ مانده‌است، از این رو با یهودیت مخالف اند و آن را شبیه دین خود اما تحریف شده و آورده بازگشتگان از تبعید می‌دانند.
از لحاظ نسب ادعا می‌شود که سامری‌ها شاخه‌ای از عبرانیهای کهن ساکن شام قدیم و از قبیله‌های افراییم و مناسه (دو پسر یوسف پسر یعقوب) و همچنین شاخه‌ای از قبیله کاهن لاوی هستند، که ارتباطشان با سامریه به آغاز ورودشان به سرزمین کنعان می‌رسد، در عین حال بعضی حدس می‌زنند که این ارتباط از شروع تبعید به بابل (دولت‌شهر) تا پادشاهی بابا ربا در سامریه بوده‌است، در هر صورت خود سامری‌ها نامشان را نه از نام سرزمین سامریه که از لغت عبری شامریم שַמֶרִים به معنای نگهدارنده می‌دانند.
در تلمود، یکی از متون یهودی که تاریخش به دوران تأسیس معبد دوم سلیمان می‌رسد، نسب سامریان مورد مناقشه‌است، در آن کتاب از سامریان با عنوان כותים کوثیم یاد شده‌است، که به شهر باستانی کوثا اشاره دارد، که از لحاظ جغرافیایی امروز جزئی از کشور عراق است. در هر حال در کتاب مقدس کوثا تنها یکی از چندین شهری است که مردم از آنها به سامریه آمده‌اند، علی رقم این در ادامه باز از سامری‌های با عنوان کوثایی یاد شده‌است، با اضافه شدن این ادعا که مردان کوثا نرگال را به عنوان خدای خود برگزیده اند. برریس‌های ژنتیکی جدید تصدیق می‌کند که سامریان و یهودیان همانگونه که در تلمود آمده ریشه‌هایی مشترک دارند.
از لحاظ تاریخی سامریان جمعیت عمده‌ای داشته‌اند - بیش از یک میلیون در اواخر دوران رومیها اما به تدریج در قرون بعدی به چند ده هزار نفر کاهش یافته‌اند - کاهش جمعیت بدین شکل نتیجه چندین حادثه تاریخی که از جمله مهمترینشان، سرکوب خونین سومین خیزش سامری‌ها توسط امپراطوری بیزانس و اسلام آوردن جمعیت‌های عمده‌ای از آنها در اوایل دوره اسلامی فلسطین است. بر اساس سرشماری خودشان در تاریخ ۱ ژانویه ۲۰۱۲ تنها ۷۵۱ سامری موجودند که در تنها در دو نقطه یعنی قریه لوزه در کرانه باختری رود اردن و شهر خولون در اسرائیل زندگی می‌کنند. همچنین ۸ خانواده سامری نیز در شهر غزه موجودند. پیروانی با گذشته‌های مختلف نیز در خارج از اسرائیل به فرقه سامری پیوسته‌اند، به خصوص در ایالات متحده.
با زنده شدن دوباره تکلم به عبری توسط یهودیان در اسرائیل و همچنین گسترش آن و رسمی شدنش پس از پدید آمدن اسرائیل، بسیاری از سامریان در اسرائیل امروزه از زبان عبری استفاده می‌کنند. زبان مادری اکثر سامری‌ها در دوران جدید عربی بوده‌است، همچنان‌که برای آنهایی که در کرانه باختری رود اردن زندگی می‌کنند هست. سامری عبری، سامری آرامی و سامری عربی به عنوان زبان ادبی مورد استفاده‌اند که توسط الفبای سامری و همچنین گونه‌های مختلف الفبای کهن عبری نوشته می‌شود که با الفبای عبری مورد استفاده یهودیان که خط مربعی نامیده می‌شود و از الفبای آرامی برگرفته شده متفاوت است. عبری و پس از آن آرامی زبان‌هایی بوده‌اند که توسط سامریان و یهودی‌ها در زمان تبعیدشان توسط رومی‌ها در یهودیه استفاده می‌شده.
از جمله مهم‌ترین تفاوت‌های بین سامری‌ها و یهودیان مکانی است که آنها معتقدند خدا برای سکونت خود انتخاب کرده‌است. در حالی که یهودیان معتقدند خداوند کوه صهیون را در اورشلیم انتخاب کرد، سامریان معتقدند. او کوه گریزیم را در نزدیکی شکیم انتخاب کرد. پس از تبعید بابلی، سامریان معبدی در کوه گریزیم و یهودیان معبدی در کوه صهیون ساختند.
در قرن بیستم جمعیت سامری‌ها به کمتر از ۲۰۰ نفر کاهش یافت، اما در دهه ۲۰۱۰ به‌طور پیوسته به حدود ۸۰۰ نفر رسید. تنها در سال‌های اخیر به مردان اجازه داده شده‌است که با زنان خارج از جامعه ازدواج کنند، اگرچه زنانی که خارج از جامعه ازدواج می‌کنند طرد شده‌اند.